# Crowley (Familienname)
Crowley ist ein englischer Familienname.

## Namensträger
- Adrián Crowley (* 1988), spanischer Handballspieler
- Aileen Crowley (* 1994), irische Ruderin
- Aleister Crowley (1875–1947), britischer Bergsteiger und Okkultist
- Ben Crowley (* 1980), US-amerikanischer Schauspieler
- Brian Crowley (* 1964), irischer Europapolitiker
- Brogan Crowley (* 1994), britische Skeletonfahrerin
- Carrie Crowley (* 1964), irische Schauspielerin und Moderatorin
- Cliff Crowley (1906–1948), kanadischer Eishockeyspieler
- Dan Crowley (* 1965), australischer Rugby-Union-Spieler
- Daniel Crowley (* 1997), niederländischer Fußballspieler
- Dennis Crowley, US-amerikanischer Internet-Unternehmer
- Dermot Crowley (* 1947), irischer Schauspieler
- Don Crowley (1926–2019), US-amerikanischer Maler und Illustrator
- Florence Crowley (1934–1997), irischer Politiker
- Francis Crowley (1912–1932), US-amerikanischer Mörder und Berufsverbrecher
- Frank Crowley (Leichtathlet) (1909–1980), US-amerikanischer Mittel- und Langstreckenläufer
- Frank Crowley (Politiker) (1939–2022), irischer Politiker (Fine Gael)
- Grace Crowley (1890–1979), australische Malerin
- Herbert Crowley (1873–1937), britischer Zeichner
- Honor Crowley (1903–1966), irischer Politiker
- Jim Crowley (1902–1986), US-amerikanischer American-Football-Spieler, -Trainer und -Funktionär
- Jocelyn Elise Crowley (* 1970), US-amerikanische Politikwissenschaftlerin und Hochschullehrerin
- Joe Crowley (* 1962), US-amerikanischer Politiker (Demokratische Partei)
- John Crowley (* 1942), US-amerikanischer Schriftsteller und Drehbuchautor
- John Crowley (Regisseur) (* 1969), irischer Fernseh-, Film- und Theaterregisseur
- John Francis Crowley (* 1967), US-amerikanischer Manager
- John Patrick Crowley (* 1941), englischer römisch-katholischer Geistlicher, Altbischof von Middlesbrough
- Joseph B. Crowley (1858–1931), US-amerikanischer Politiker
- Joseph Robert Crowley (1915–2003), US-amerikanischer katholischer Bischof
- Kathleen Crowley (1929–2017), US-amerikanische Schauspielerin
- Kieran Crowley (* 1961), neuseeländischer Rugby-Union-Spieler
- Leonard James Crowley (1921–2003), kanadischer Geistlicher, Weihbischof in Montréal
- Leone Crowley (* 2006), irischer Snookerspieler
- Lucy Elizabeth Lillian Mary Crowley, australische Ichthyologin
- Margaret Crowley (Eisschnellläuferin) (* 1986), US-amerikanische Eisschnellläuferin
- Margaret Crowley (Leichtathletin) (* 1967), australische Leichtathletin
- Mart Crowley (1935–2020), US-amerikanischer Dramatiker und Drehbuchautor
- Maureen Crowley (* 1953), kanadische Sprinterin, Mittel- und Langstreckenläuferin
- Maurice Anthony Crowley SPS (* 1946), Bischof von Kitale
- Michael Crowley (* 1995), Fußballspieler für Guam
- Mike Crowley (* 1975), US-amerikanischer Eishockeyspieler
- Miles Crowley (1859–1921), US-amerikanischer Politiker
- Nathan Crowley (* 1966), britischer Szenenbildner
- Pat Crowley (* 1933), US-amerikanische Schauspielerin
- Patty Crowley (1913–2006), US-amerikanische Aktivistin für Geburtenkontrolle
- Philip J. Crowley (* 1951), von 2009 bis 2011 Sprecher von US-Außenministerin Hillary Clinton
- Richard Crowley (1836–1908), US-amerikanischer Politiker
- Roger Crowley (* 1951), britischer Schriftsteller
- Sarah Crowley (* 1983), australische Triathletin
- Shane Crowley, irischer Drehbuchautor
- Vivianne Crowley, britische Autorin, Dozentin, Psychologin und Hohepriesterin der Wicca-Religion